# Володимирівка (Щасливський старостинський округ)
Володи́мирівка —  село в Україні, у Доманівській селищній громаді Вознесенського району Миколаївської області. Населення становить 431 осіб. Орган місцевого самоврядування — Щасливський старостинський округ Доманівської селищної ради.